# Onthophagus dicranocerus
Onthophagus dicranocerus là một loài bọ cánh cứng trong họ Bọ hung (Scarabaeidae).